# Observatoire de droits humains et centre de ressources de l'information

L'Observatoire de droits humains et centre de ressources de l'information (Observatorio de derechos humanos y centro de recursos en espagnol) est un regroupement de 31 organisations publiques et privés faisant la promotion du respect des droits fondamentaux dans la région de Chuquisaca, en Bolivie. 

## Historique
L'idée d'un observatoire de droits humains dans la région de Chuquisaca a vu le jour le 12 juin 2008. À la suite d'une table ronde organisée par l'ONG Realidades lors de leur campagne de sensibilisation intitulé todos X todas Tod@s X los derechos, quelques entités ont décidé de se coordonner afin de promouvoir la défense des droits fondamentaux. 
C'est au mois de juin 2009 qu'a été officiellement inauguré le bureau de l'Observatoire de Droits.

## Composition
L'Observatoire possède actuellement deux commissions permanentes :
- la commission sur les droits des enfants, de la jeunesse et des adolescents ;
- la commission sur les droits des peuples autochtones

Voici certains membres de l'Observatoire :
- Ayni Bolivia
- UNICEF (Bolivia)
- Ong Realidades
- Centro de Formación Integral Rural “Vera” El Cortijo CFIR “Vera”
- SEDUCA
- Hogar Mallorca
- Centro Juana Azurduy
- CERPI-IPTK
- PROINDES
- Jefatura Departamental de Trabajo
- Centro Educativo Ñanta
- SEDEGES
- CONBOJUV
- Oxfam Québec
- HARDHOPE- Haiti
- Plan Internacional
- Defensoría del Pueblo
- Faculté de droit de l'Université San Francisco Xavier
- Bibliothèque Georges Rouma de l'Université Pédagogique de Sucre
- CIMET
- APROAAT
- FUTPOCH
- Qara Qara Suyu
- Yamparasuyu
- FUMTPOCH Bartolina Sisa
- U.E. Flora Q. de Ortuzte
- Fundación Equilibri